# Haupttürnitzrotte
Haupttürnitzrotte ist eine Ortschaft und eine Katastralgemeinde der Gemeinde Annaberg in Niederösterreich.
Die an der Türnitz liegende, kleine Ortschaft befindet sich nördlich vom Pass Annaberg und wird von der Mariazeller Straße B20 erschlossen. Sie besteht aus der Streusiedlung und zahlreichen Einzellagen, darunter dem Ödhof, einem ehemaligen Gutshof, der bereits 1536 urkundlich erwähnt wurde.

## Geschichte
Laut Adressbuch von Österreich waren im Jahr 1938 in Haupttürnitzrotte ein Gastwirt, drei Sägewerke und zahlreiche Landwirte ansässig.